# Oskar Mulert
Oskar Mulert (* 29. Dezember 1881 in Kanditten (Ostpreußen); † 8. November 1951 in Berlin) war ein deutscher Kommunalpolitiker.

## Leben
Mulert studierte Rechtswissenschaft an den Universitäten Königsberg und Tübingen. Er trat 1907 in den preußischen Staatsdienst ein und wurde 1920 zum Ministerialdirektor befördert. 1926 wurde Mulert auf Vorschlag des Kölner Oberbürgermeisters Konrad Adenauer zum geschäftsführenden Präsidenten des Deutschen Städtetages berufen. Mulert vertrat die kommunalen Interessen offensiv gegenüber der Reichsregierung und den Ländern, was wiederholt zu Konflikten führte. Im Mai 1933 schied Mulert aus dem Amt aus, nachdem die nationalsozialistische Reichsregierung die kommunalen Spitzenverbände  im Zuge der Gleichschaltung zum Deutschen Gemeindetag zwangsvereinigt hatte.
Von 1925 bis 1933 war er als Vertreter der Städte und Kreise Mitglied des Senats der Kaiser-Wilhelm-Gesellschaft.